# Ophionotus taylori
Ophionotus taylori är en ormstjärneart som beskrevs av McKnight 1967. Ophionotus taylori ingår i släktet Ophionotus och familjen fransormstjärnor. Inga underarter finns listade i Catalogue of Life.